# Quadrigyrus chinensis
Quadrigyrus chinensis är en hakmaskart som beskrevs av Mao 1979. Quadrigyrus chinensis ingår i släktet Quadrigyrus och familjen Quadrigyridae. Inga underarter finns listade i Catalogue of Life.